# Poirot e la salma
Poirot e la salma (titolo orig. The Hollow) è un romanzo poliziesco scritto da Agatha Christie, pubblicato nel 1946.
Ne è stato tratto nel 2008 il film di produzione italo-francese Alibi e sospetti, per la regia di Pascal Bonitzer.

## Trama
Poirot si trova in campagna e si reca a pranzo dai suoi vicini, gli Angkatell. Si dirige verso la piscina, dove sta per essere servito l'aperitivo e davanti ai suoi occhi compare una scena un po' irreale: una donna con in mano una pistola e un uomo a terra, sul bordo della piscina, e il sangue che inizia a colorare l'acqua. Poirot è un po' deluso da questa accoglienza, pensando che si tratti di una messinscena, ma presto si accorge che l'uomo sta morendo realmente. Chi l'ha ucciso? Nonostante l'investigatore si trovi dinanzi ad una famiglia compatta per nascondere l'omicida, riuscirà lo stesso a risolvere il delitto.

## Personaggi
- Hercule Poirot, famoso investigatore;
- Sir Henry Angkatell, padrone di casa;
- Lady Lucy Angkatell, padrona di casa;
- David Angkatell, cugino degli Angkatell;
- Edward Angkatell, cugino degli Angkatell;
- John Christow, medico di famiglia
- Gerda Christow, moglie di John;
- Veronica Cray, attrice e vecchia amante di John Cristow;
- Midge Hardcastle, cugina di Lucy;
- Henrietta Savernake, scultrice ed amante di Christow;
- Gudgeon, maggiordomo.
- Ispettore Grange, funzionario di polizia;

## Curiosità
- Romanzo estremamente caro all'autrice, sarà lei stessa a curarne la riduzione teatrale, anche perché era profondamente insoddisfatta dalle altre rappresentazioni tratte dai suoi lavori. A tal proposito basti ricordare ciò che la Christie fa dire ad Ariadne Oliver in Fermate il boia riguardo ai drammaturghi.
- All'interno del romanzo spicca la figura di Henrietta Savernake, scultrice. La Christie aveva una grande passione per le arti, infatti da ragazza aveva studiato canto e le sarebbe piaciuto diventare una scultrice. Per queste ragioni delinea il personaggio della Savernake con particolare cura.
- Pur rimanendo un libro dalle tematiche pressoché gialle, la Christie in questo lavoro si rivela un'abile autrice, analizzando e descrivendo con gran cura tutti i personaggi del romanzo, tra i quali oltre a Henrietta spiccano anche i coniugi Christow e Lucy Angkatell.
- Il delitto viene commesso relativamente tardi rispetto alle altre opere della regina del giallo. Lo stesso Hercule Poirot compare solamente a delitto avvenuto, e la sua parte non è protagonista come negli altri romanzi (come in Poirot sul Nilo): per questo la Christie, nella versione teatrale del giallo da lei elaborata, eliminerà il personaggio del detective.

## Edizioni italiane
- Poirot e la salma, I Gialli Mondadori n.152, Milano, Mondadori, 29 dicembre 1951.[1] - I Classici del Giallo Mondadori n.8, maggio 1967.
- Poirot e la salma, trad. di Maria Teresa Marenco, Collana Oscar n.1074 (Oscar dei Gialli n.22), Milano, Mondadori, 1978.
- Poirot e la salma, traduzione di Rosalba Buccianti, I Classici del Giallo Mondadori n.545, Milano, Mondadori, 1987. - col titolo Il rifugio, I Classici del Giallo Mondadori n.627, 1991[1]; Edizione illustrata e annotata, Collezione Agatha Christie, Milano, CDE, 1994; Collana Oscar Scrittori del Novecento n.1465, Mondadori, 1995, ISBN 978-88-043-9750-2; I Classici del Giallo Mondadori n.1196, giugno 2008; Collana Oscar Gialli, Mondadori, 2019, ISBN 978-88-047-0498-0.